# Живое и мёртвое
«Живое и мёртвое» — роман, написанный в соавторстве двумя российскими писателями-фантастами, лауреатами премии «Серебряная стрела» Михаилом Костиным и Алексеем Гравицким. Жанр произведения — фэнтези, поджанр — технофэнтези. «Живое и мёртвое» — первая книга в цикле романов «Живое и мёртвое».

## История создания

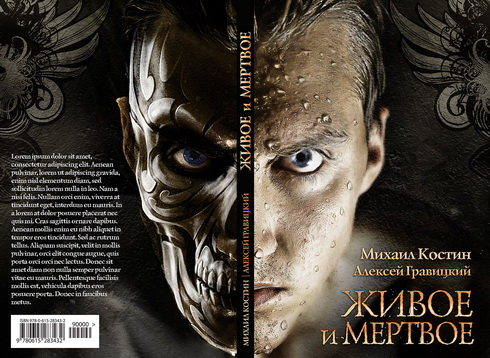
Обложка книги 2010 года (ИД «Факультет»)

Идея мира, описанного в книге, пришла Михаилу Костину в 2008—2009 гг., также у него было несколько сюжетных заготовок. Он поделился своими наработками с Алексеем Гравицким, тому, в свою очередь, понравился сюжетный ход, и он подключился к работе над книгой.
Изначально роман был выпущен издательским домом «Факультет» в 2010 году. После выхода книги Факультет совместно с Nightstreet организовал по Москве городскую игру по теме произведения «Живое и мёртвое. Путь живого», которая проводилась в течение месяца. Алексей Гравицкий отметил, что мероприятие прошло весьма успешно, он даже сам принял в нем участие, правда, после прохождения пары уровней ощутил, что беготня по городу с решением логических задач лично для него слишком сложна.
В 2012 году издательский дом «Снежный Ком М» перевыпустил первые два тома цикла — «Живое и мёртвое» и «Ученик мага», а также опубликовал продолжение — «Третья сила».

## Сюжет
Жители Витано уверены — их город является последним оплотом человечества. Благодаря непомерным усилиям предков — великих магов — в их мире сохранилась жизнь. Маги создали барьер между миром людей и всепоглощающей, неизвестно откуда взявшейся, но бескрайней Пустошью. Ходят слухи, что Пустошь населена жуткими чудовищами, которые съедят любого человека, встретившегося им на пути. Никто из жителей и в мыслях не допускает возможности перейти через магический рубеж. Мудрый городской совет заботится о жизни каждого гражданина, обеспечивая его одеждой, жильем, пропитанием и работой. В свою очередь, жители платят ему своим уважением и послушанием. Так длилось много-много лет, пока однажды один молодой человек на спор не решился перейти через барьер.
Юный Винни попадает в мир Пустоши, где, действительно, водятся разного рода чудовища, но оказывается, что монстры снаружи, далеко не всегда являются таковыми внутри. Винни ставит перед собой цель вернуться в родной город и рассказать всем, что, на самом деле, Пустошь не так опасна и полностью пригодна для жизни. Но город исчез в болотном тумане, единственный шанс отыскать его — попросить помощи у местных магов. Винни отправляется на поиски, но оказывается кое-кто в Витано не хочет, чтобы правда вышла наружу. Опытный убийца идет по следам юноши, чтобы провести грань между живым и мёртвым.

## Основные персонажи
- Винни Лупо — главный герой. Семнадцать лет. Живёт с матерью в Витано. Учится в Академии. Хочет работать в Министерстве жизнеобеспечения.
- Петро Зульгир — мужчина лет тридцати с карими глазами. На лице — пёстрая, чёрно-рыжая щетина. Кожа — землистого, серовато-бурого оттенка. Упырь.
- Деррек Гриффо — высокий чёрноволосый мужчина. Его кожа выглядит почти прозрачной и белоснежной, черты лица тонки и изящны, как у человека не просто высокого круга, но и врожденного внутреннего благородства. На вид ему лет тридцать пять. Фигура — натренированная с крепкими рельефными мышцами. В прошлом был инструктором в спортивном клубе. В настоящее время работает над книгой «Здоровый образ жизни — путь к бессмертию». Вампир.
- Нана — сказочно красивая женщина лет 22-24 с удивительно правильными чертами лица, огромными бездонными глазами, полными губками и длинными волосами цвета расплавленного золота. Оборотень.
- Лорд Мессер — сосланный Лорд, маг, носит черный балахон, кожаные перчатки и дорогие ботфорты. Скелет.
- Наёмник — незапоминающийся человек с весьма, как ни странно, необычной внешностью — лысый, очки с толстыми стеклами. Профессионал по поиску и устранению целей.

- Франн Митрик — друг Винни, студент Академии в Витано. Мечтает стать следопытом.
- Господин Урвалл — декан Академии, читает студентам историю Витано и основы его социального и политического устройства. Выглядит всегда хмуро и сосредоточенно, фигура длинная и тощая.
- Эрик Спум — студент Академии в Витано.
- Брик — студент Академии в Витано. Светловолосый юноша с белой, как мел, кожей.
- Санти (Сантьяго) — избалованный восемнадцатилетний сын советника.
- Вета — симпатичная девушка, подруга Санти.
- Отец Санти — советник.
- Лиэль Нестэрси — красавица с чёрными вьющимися волосами и бесподобной кожей цвета белого мрамора. Вампир.
- Разбойник — живой человек, главарь ватаги упырей.
- Официант — работник трактира, проворный упырь в ярко-белом переднике.
- Пантор — ученик и помощник лорда Мессера на Большой земле.
- Госпожа Лупо — мать Винни Лупо, вдова.
- Курп — старший патрульный.
- Господин Море — советник.
- Малыш Жози — следопыт, приёмный сын господина Море.
- Капитан — старший офицер, разогнавший представление Наны и выгнавший шайку Винни из города.
- Фюрей — один из полицейских в Лупа-нопа.
- Маг из Гильдии — женщина в чёрном балахоне с капюшоном.
- Маг из Гильдии — мужчина с приятным баритоном, одетый в чёрный балахон с капюшоном.
- Бати — старик-упырь, предводитель банды живых мертвецов.
- Гуль — человек, житель подземелья. Все считают его сумасшедшим.

## Устройство Витано
Витано — последний и единственный людской город в этом мире. За высоченной каменной стеной его окружает ров с мутной водой, а по границе рва проходит магический рубеж, который защищает жителей от вторжения полчищ монстров из Пустоши. Сам город, из-за ограниченности по периметру, продолжает расти вглубь земли и ввысь. На крышах многоэтажных домов расположены фермерские хозяйства.
Кодекс Жизни — священная книга, составленная еще первыми магами Гильдии. Представляет собой список строгих правил и законов, которые регулируют каждую сторону жизни в Витано в рамках крайне ограниченных ресурсов.
Гильдия — правящий сектор, однако непосредственно не участвующий в общественной жизни города, его работа сосредоточена на изучении магии и волшебства. Главная задача Гильдии — отыскать способ победить Пустошь.
Верховный Совет — орган власти, который занимается управлением городом и контролирует соблюдение Кодекса Жизни. Совет утверждает новые законы, выбирает следопытов, защищает стены города и распределяет продукты среди нуждающихся горожан. Состоит Совет из сорока человек, чьи должности передаются по наследству. Новый член Совета может быть выбран, только если ушедший не имеет наследника.
Следопыты — единственные жители Витано, кому разрешается выходить за магический барьер. В связи с тем, что данное мероприятие считается достаточно опасным, следопыт должен обладать недюжинными способностями. Быть следопытом в Витано считается огромной честью — и из сотен молодых претендентов, что каждый год сходятся на главной площади, выбирают лишь несколько десятков. Счастливчики проходят двухлетний курс обучения и тренировок, после чего отправляются в Пустошь.

### Экономика
Совет и Гильдия построили и поддерживают систему функционирования, лучше всего описываемую девизом: «От каждого — по возможностям, каждому — по потребностям». От правоверного жителя Витано нужно только одно — чтобы он чётко, как машина, выполнял свои обязанности, качественно работал по полученной специальности. Совет и Гильдия не требуют, чтобы их сограждане превращались в рабов или работали на пределе возможностей. Никто ни от кого не просит ничего сверхъестественного. Но и халтурить никому не дозволяется. А если ты работаешь на совесть, то беспокоиться в жизни тебе будет не о чем.
Совет и Гильдия берут на себя распределение продуктов и товаров между жителями. В результате их стараний всё население города существует примерно на одном среднем уровне. Разве что сами члены Совета живут немного лучше. А как живут маги — не знает никто.
Зоды — универсальные средства обмена (деньги), обычно используемые в кабаках и трактирах.

## Устройство Пустоши
Пустошь — остров, на который свозят весь мусор и отходы магического производства, ненужные вещи, всякого рода опасные артефакты, а также существ, созданных с помощью волшебства и неудачных научно-магических экспериментов.

### Основное население

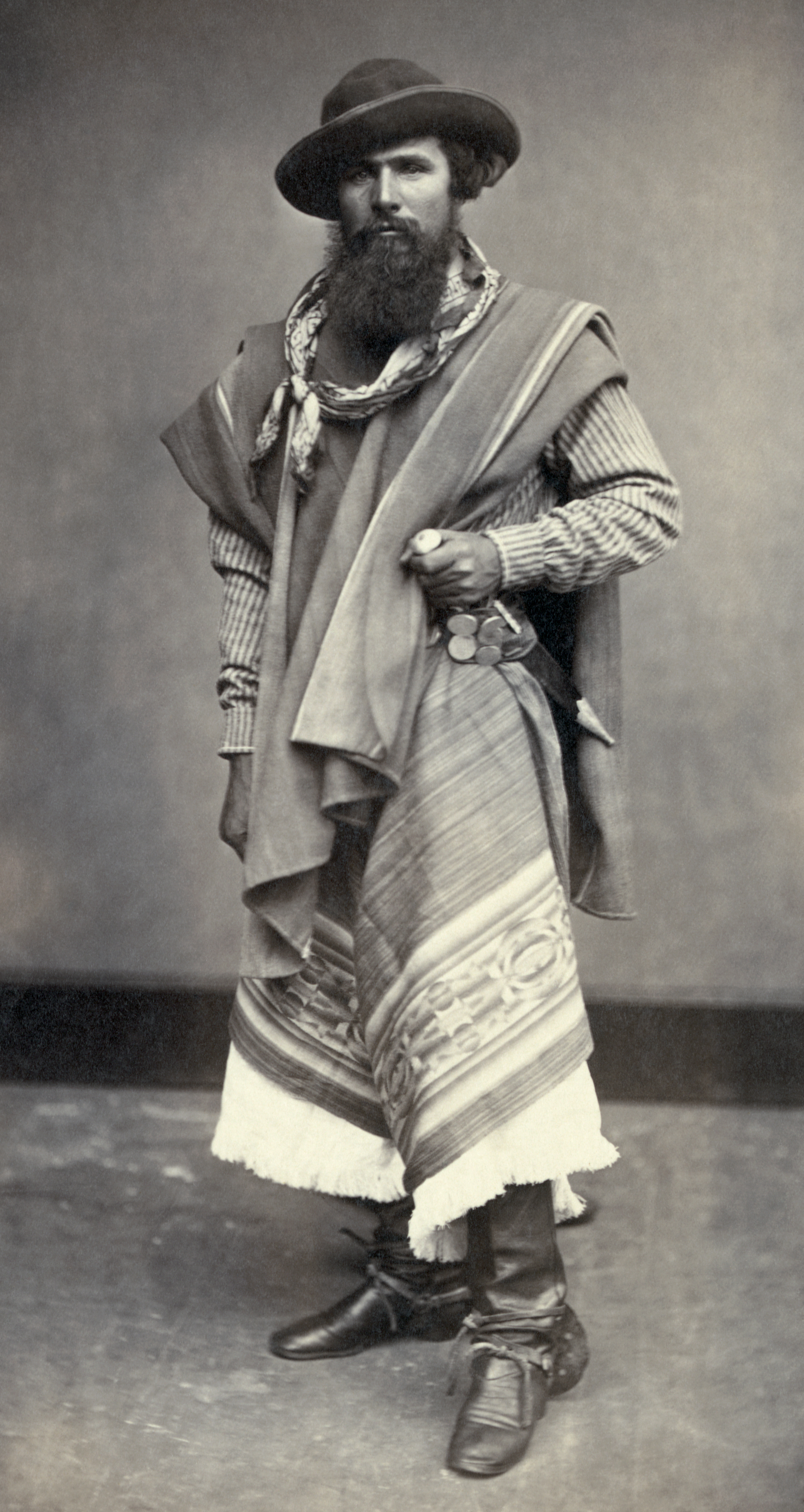
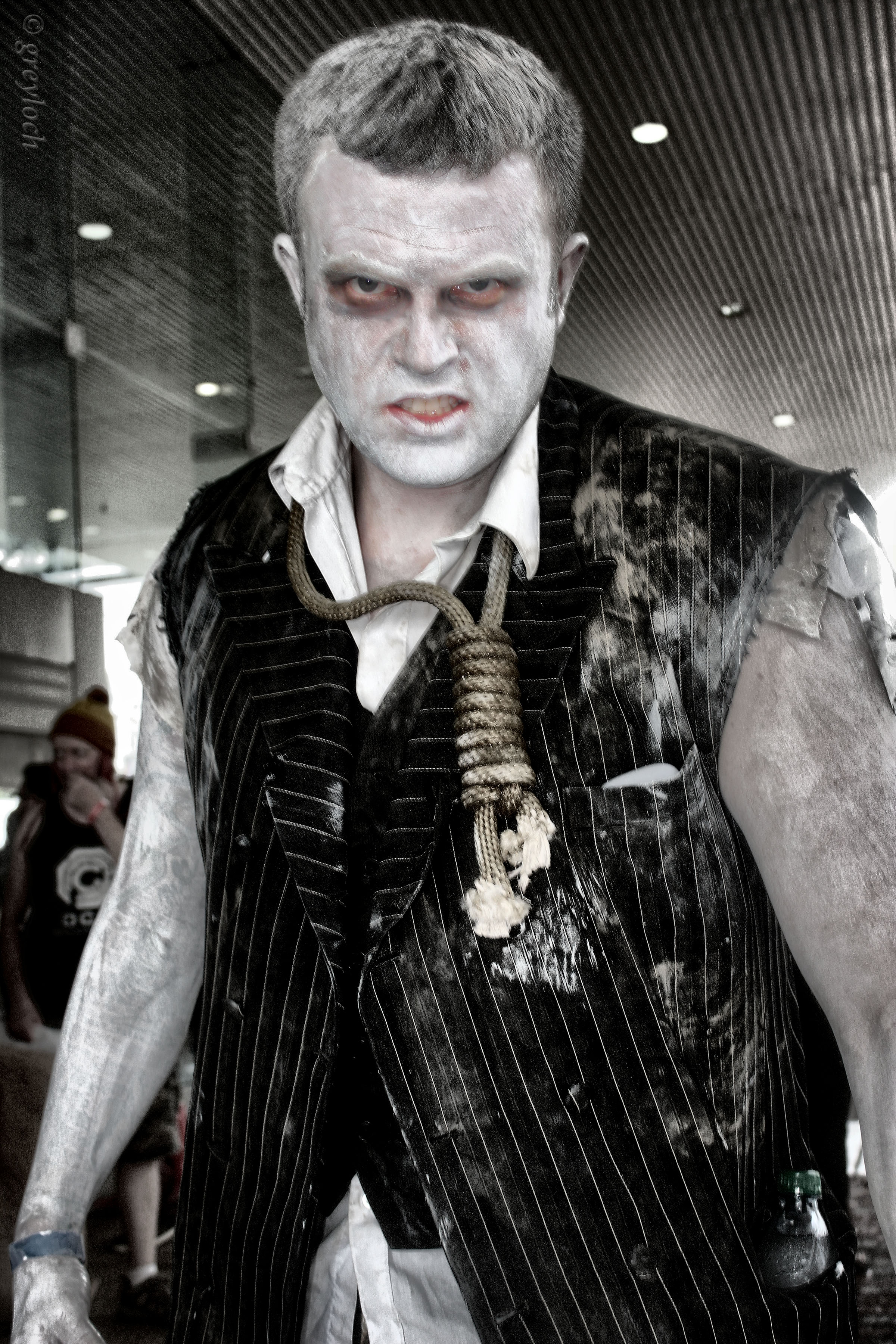
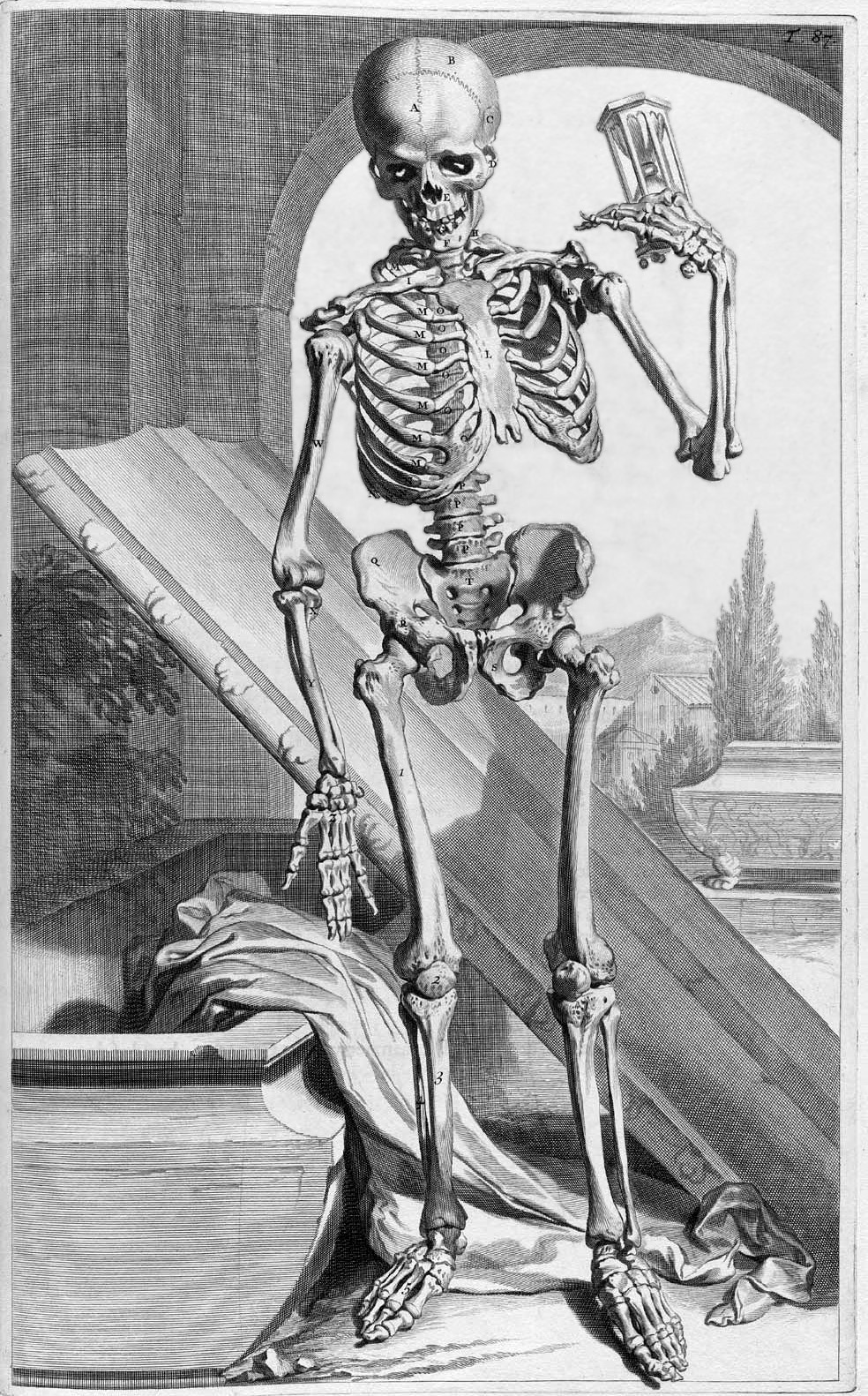
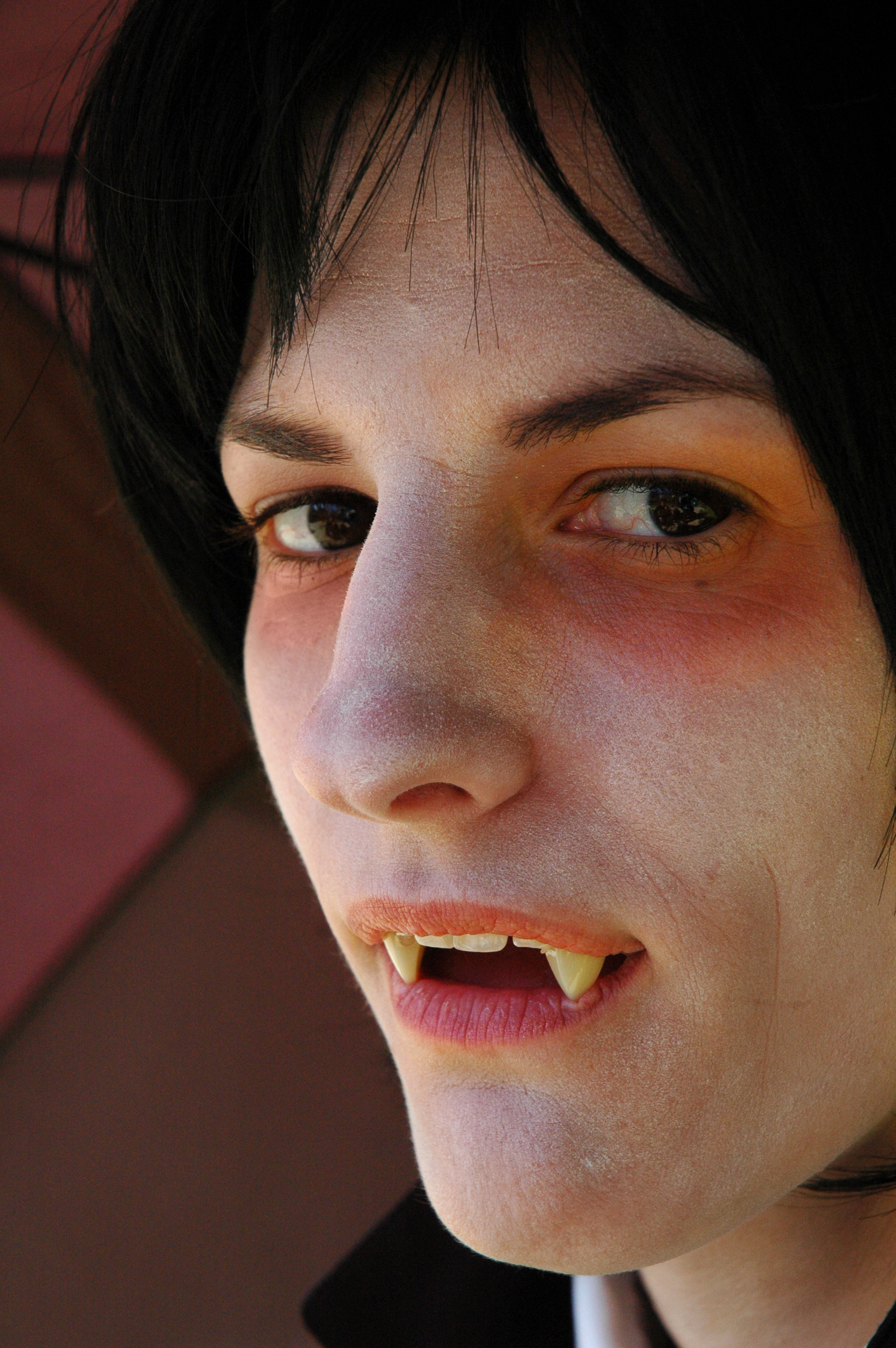

- Люди — обычные люди. Предпочитают жить преимущественно в городе Лупа-нопа.
- Упыри — некровожадные медленно гниющие живые мертвецы.
- Волколаки — люди-оборотни, способные под действием определённых обстоятельств превращаться в огромных волков.
- Скелеты — живые существа, представляющие собой совокупность костей организма.
- Вампиры — сосущие кровь человекообразные существа.
- Маги — любые существа — живые или неживые, — обладающее магическими способностями.

### Основные поселения
- Буна Нона — небольшая деревня. Расположена в непосредственной близости к болоту, где спрятан город Витано. Поселение располагает постоялым двором, рынком.
- Лупа-нопа — большой портовый город людей. Дорога из Лупа-нопы в Витано занимает около трех дней конного путешествия и более пяти — пешего. Город имеет водное сообщение с Большой землей. В городе множество магазинов, трактиров, гостиниц, учебных заведений, площадей, рынков и т. п.

### Достопримечательности

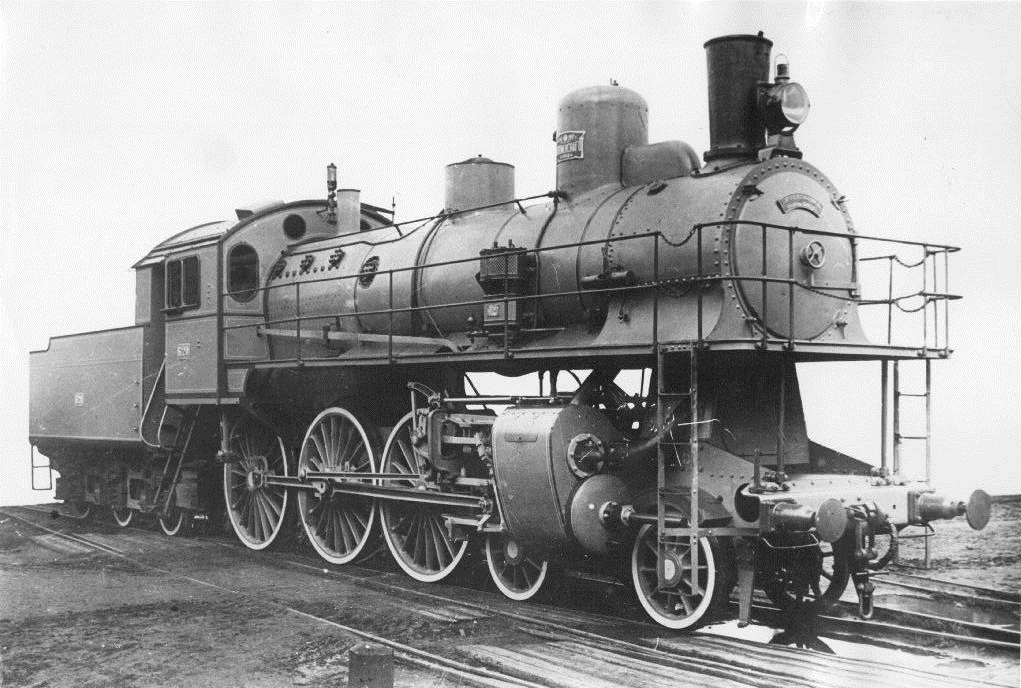

- Заброшенная железная дорога с паровозом.
- «Театр Луны» — театр, в котором все актеры — волколаки.

### Основные законы
- Нежить, которая хочет проживать в городе Лупа-нопа, должна иметь официального поручителя — живого человека.
- Живой человек неприкосновенен, любой, кто посягнет на его жизнь, будет осуждён и посажен в тюрьму либо сослан на соседний маленький остров Склеп.
- Магия находится под запретом, любой, кто будет замечен в использовании магии, также будет осуждён и посажен в тюрьму либо сослан на соседний маленький остров Склеп.

## Большая земля
Большая земля — мир больших городов, технического прогресса и цивилизованной магии.

## Факты
- Идею мира, описанного в первой книге «Живое и мёртвое», Михаил Костин увидел во сне[5].
- Изначально «Живое и мёртвое» задумывалось просто как отдельный роман[5].

## Публикации
- Костин М., Гравицкий А. А. Живое и Мёртвое. — М.: Факультет, 2010. — 416 с. — (Живое и Мёртвое). — 5000 экз. — ISBN 978-5-904358-09-9.
- Костин М., Гравицкий А. А. Живое и Мёртвое. — М.: Снежный Ком М, 2012. — 304 с. — (Живое и Мёртвое). — 2000 экз. — ISBN 978-5-904919-46-7.